# Augusta glyphica
Augusta es un género monotípico de arañas, su única especie es Augusta glyphica.

## Localización
Esta especie se distribuye por Madagascar.